# De La Chapelle syndrom
De La Chapelle syndrom neboli 46,XX SRY pozitivní (+) je porucha, uváděná v genetických databázích jako 46,XX sex reversal 1. Je to porucha pohlavního vývoje,  ang. Disorder of Sexual development = DSD, udávaná v odborné literatuře jako pravý hermafroditismus. Sex reversal znamená obrat k opačnému pohlaví. Osoba má karyotyp 46,XX (tedy ženský), ale na chromozomu X (popřípadě jinde na autozomech) má abnormáně lokalizovaný gen SRY, který spouští vývoj mužského pohlaví a je tedy jejím určujícím prvkem. Pacienti se cítí býti muži, mají mužský fenotyp, ale trpí gynekomastií (nezhoubné zvětšní mléčných žláz u mužů) a jsou zcela neplodní.

## De La Chapelle syndrom

### Příčina
Je to porucha primárního určení pohlaví. Příčina je v abnormálním crossing-overu při párování homologních chromozomů v průběhu 1. meiotického dělení. Mezi pseudoautozomálními oblastmí 1, které se nacházejí na konci krátkých ramének X a Y chromozomu, dochází přiirozeně ke crossing-overu, protože jsou tyto oblasti homologní. Náhodná chyba způsobí, že se přenese s homologními geny i gen SRY, který se nalézá pod pseudoautozomální oblastí na krátkém raménku Y chromozomu. Po proběhnutí crossing-overu a meiotického dělení vznikne gameta s chromozomem X a genem SRY (na Xp), tzn 46,XX SRY (+) a gameta s chromozomem Y bez genu SRY, tzn. 46,XY SRY(-).

#### Příčiny neplodnosti
Tito pacienti, 46,XX SRY(+) jsou neplodní, protože neobsahují ve svých buňkách Y chromozom s důležitým lokusem pro tvorbu spermií. Tento kokus se nazývá Azoospermia faktor (AZF), obsahuje tři částii AZF a, b, c. Zde jsou lokalizovány geny, které jsou přímo zodpovědné za spermatogenezi, tzn. tvorbu spermií. Pacient 46,XX SRY(+) bez Y chromozomu trpí azoospermií, tedy neschopností vytvořit jakoukoliv vlastní spermii